# 福井清計
福井 清計（ふくい きよかず、1939年9月17日 - ）は、日本の経営者、極洋代表取締役社長。愛媛県伊予市生まれ。2013年春の叙勲で旭日中綬章受章。

## 略歴
- 1962年:早稲田大学教育学部卒業
- 1962年:極洋捕鯨（現・極洋）入社
- 1988年:同社 名古屋支社長
- 1989年:同社 東京支社長
- 1991年:同社 取締役東京支社長
- 1994年:同社 常務取締役
- 1996年:同社 専務取締役
- 2004年:同社 代表取締役社長
- 2013年:旭日中綬章受章

## 主な公職
- 大日本水産会常任理事
- 農林水産省卸売市場のあり方研究会委員